# NGC 3887
NGC 3887 é uma galáxia espiral barrada (SBbc) localizada na direcção da constelação de Crater. Possui uma declinação de -16° 51' 14" e uma ascensão recta de 11 horas, 47 minutos e 04,6 segundos.
A galáxia NGC 3887 foi descoberta em 31 de Dezembro de 1785 por William Herschel.